# Dire (revue)
Pour les articles homonymes, voir Dire.
Dire est une revue de vulgarisation scientifique permettant aux étudiants-chercheurs et étudiantes-chercheuses des cycles supérieurs de l'Université de Montréal de publier, souvent pour une première fois, un article résultant de leurs recherches. En ce sens, Dire est un diffuseur privilégié des recherches issues de la communauté universitaire de l’Université de Montréal. Le FICSUM est l’éditeur de la revue Dire, qui existe depuis 1992. Le comité de lecture est formé de la rédactrice en chef, Marie-Paule Primeau, et de trois étudiants-chercheurs des cycles supérieurs de l’Université de Montréal.

## Lectorat
Les principaux lecteurs sont les 12 000 étudiants des cycles supérieurs de l'Université de Montréal, membres du FICSUM (Fonds d'investissement des cycles supérieurs de l'Université de Montréal), ainsi qu'une centaine d'abonnés non-membres du FICSUM. La revue Dire est diffusée trois fois par année à l’ensemble des étudiants inscrits aux cycles supérieurs de l'Université de Montréal. La revue est aussi accessible à tous sur le site du FICSUM en format PDF ainsi que sur le campus de l'Université de Montréal dans les présentoirs à journaux.

## Prix d’excellence de vulgarisation scientifique du FICSUM
L’objectif d’instaurer un prix d’excellence en vulgarisation scientifique a pris naissance dans la volonté de la direction générale, appuyée par le conseil d’administration, d’élaborer des projets qui seraient à même d’apporter une plus-value aux textes des étudiants-chercheurs parus dans la revue Dire. C'est l'équipe de la revue Dire qui sélectionne les meilleurs textes, les juge objectivement selon une grille d’analyse et attribue les différents prix, dont le grand prix annuel.